# Establecimiento público de carácter científico, cultural y profesional
En Francia, un établissement public à caractère scientifique, culturel et professionnel (sigla EPSCP) es una categoría formal de más de ciento treinta institutos públicos de educación superior en los campos de las ciencias, la cultura y la formación profesional. Las EPSCP tienen autonomía legal, administrativa y financiera en el sistema educativo francés. La categoría EPSCP incluye a universidades públicas y a varios grupos de organismos con un estatus equivalente a una universidad. 

## Organización
Los EPSCP tienen plena autonomía científica para organizar su área de investigación, sus planes de estudio y títulos, incluidos los títulos de doctorado. Operan sobre la base de una hoja de ruta objetiva de cuatro años que definen y acuerdan con la autoridad otorgante del presupuesto nacional y sus logros son evaluados por una agencia nacional de evaluación de investigación y educación superior. También tienen la capacidad de crear sus propias bases de investigación.

## Tipos de EPSCP
La ley establece diferentes grupos de EPSCP, que se describen a continuación. 

### Universidades
Las 81 universidades e institutos de tecnología son EPSCP dirigidas por un presidente y administradas por una junta directiva. Ofrecen títulos de grado, maestría y doctorado, así como educación continua. También contribuyen a los programas nacionales de investigación. 

### Organismos autónomos de educación superior

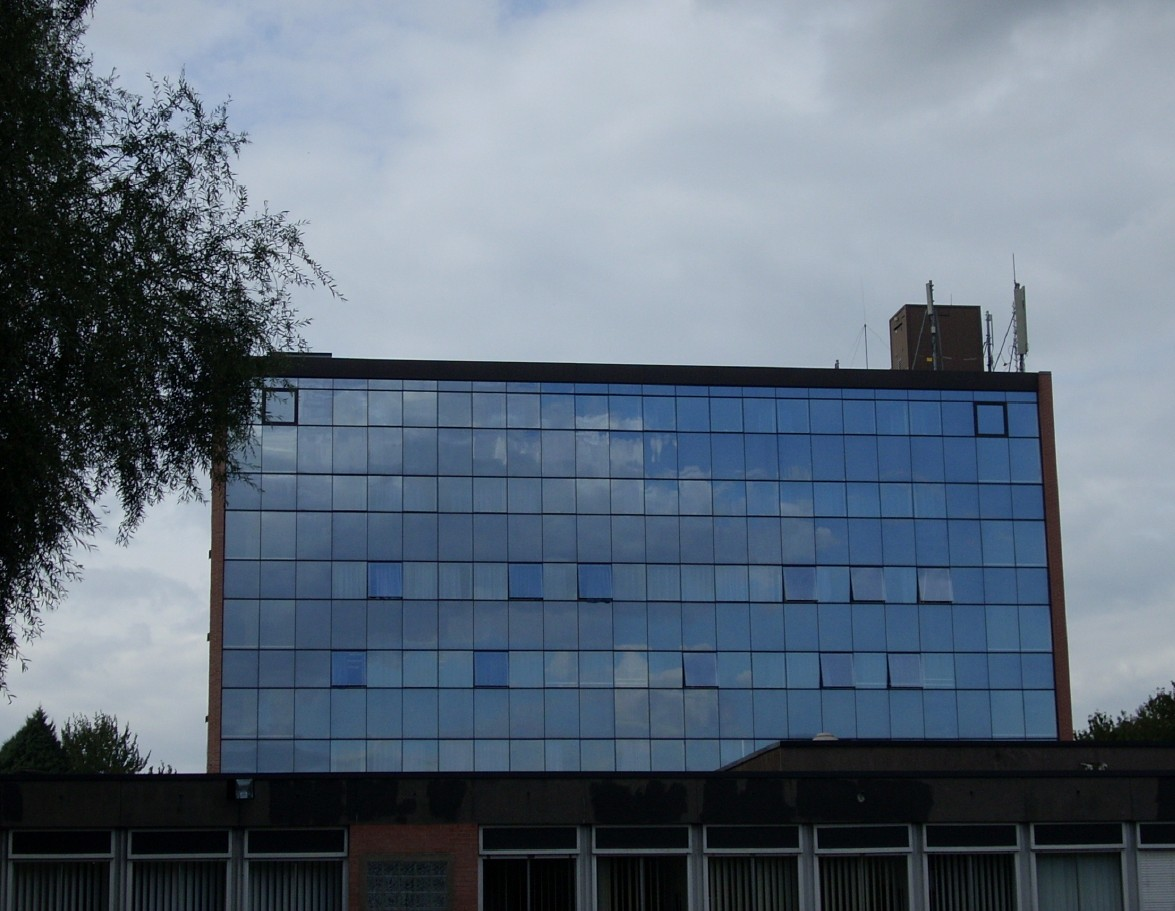
École centrale de Lille

Estos institutos de educación superior con estatus equivalente a la universidad son administrados por una junta directiva, asistida por un consejo científico y una junta de estudios y vida académica. El presidente de la Junta Directiva es elegido entre personas ajenas al instituto. El director es nombrado por el Ministerio de Educación Superior por un período de 5 años. 
Las siguientes instituciones tienen este estatus:
- Grupo de Escuelas Centrales
  - École centrale de Lille
  - École Centrale de Lyon
  - Escuela Central de Marsella
  - École centrale de Nantes
- École nationale supérieure des arts et industries textiles
- Ecole nationale d'ingénieurs de Saint-Etienne
- Institut national des sciences appliquées are institutes of technology
  - Instituto Nacional de Ciencias Aplicadas de Lyon (INSA Lyon))
  - Instituto Nacional de Ciencias Aplicadas de Toulouse (INSA Toulouse)
  - Instituto Nacional de Ciencias Aplicadas de Rennes (INSA Rennes)
  - Instituto Nacional de Ciencias Aplicadas de Estrasburgo (INSA Estrasburgo)
  - Instituto Nacional de Ciencias Aplicadas de Ruan (INSA Ruan)
- Instituto de Tecnología
  - Université de Technologie de Belfort-Montbéliard (UTBM)
  - Université de technologie de Compiègne (UTC)
  - Universidad de Tecnología de Troyes (UTT)
- Institut supérieur de mécanique de Paris

### Escuelas Normales Superiores

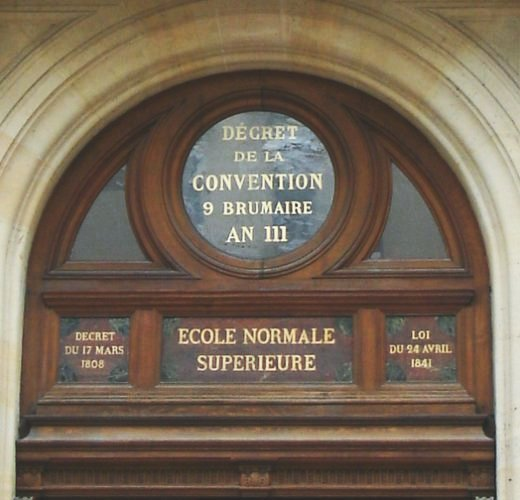
École Normale Supérieure de Paris.

Los cuatro École normale supérieurs (ENS) son instituciones que educan a investigadores y profesores.
Las ENS tienen una junta directiva y un consejo científico, y están encabezadas por un director designado por el ministerio.

### Institutos franceses en el extranjero
Hay cinco institutos franceses que operan fuera de Francia y albergan investigadores de clase mundial. Estos institutos tienen como objetivo brindar apoyo intelectual y material a dichos investigadores, incluida la presencia de materiales de consulta en francés. Algunos de estos institutos también pueden proporcionar alojamiento para investigadores. 

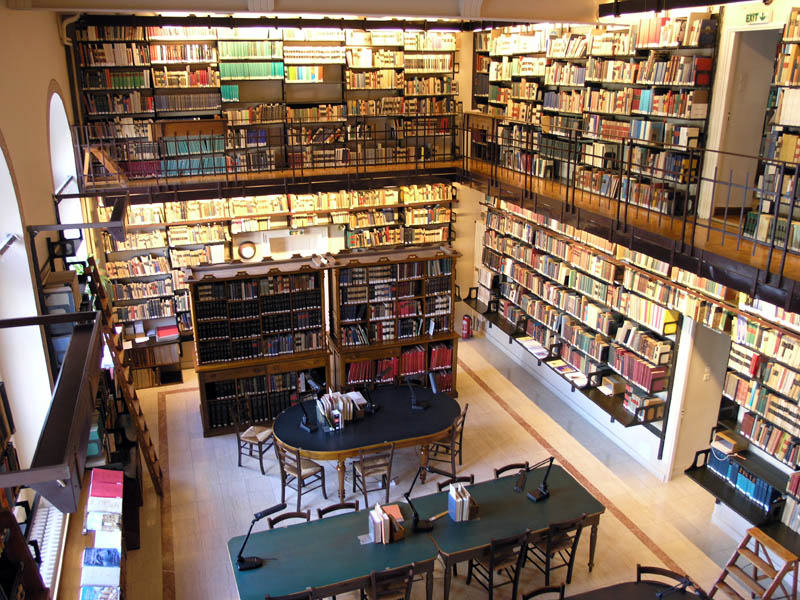
Escuela francesa de Atenas

Las siguientes instituciones están incluidas en este subgrupo:
- Casa de Velázquez in Madrid
- École française d'Athènes
- École française d'Extrême-Orient
- École française de Rome
- Institut Français d'Archéologie Orientale in Cairo

### Grandes Escuelas
Veinte grandes instituciones con roles diversos están incluidas en este subgrupo. 